# Dakota Staton
 (août 2023).
Si vous disposez d'ouvrages ou d'articles de référence ou si vous connaissez des sites web de qualité traitant du thème abordé ici, merci de compléter l'article en donnant les références utiles à sa vérifiabilité et en les liant à la section « Notes et références ».
Dakota Staton est une chanteuse de jazz américaine, née le 3 juin 1930 à Pittsburgh et morte le 10 avril 2007 à New York.
Elle est connue pour son succès de 1957, The Late, Late Show.
Elle a également été connue sous le nom d'Aliyah Rabia pendant une période en raison de sa conversion à l'Islam.